# Pfarrkirche Neuhofen im Innkreis

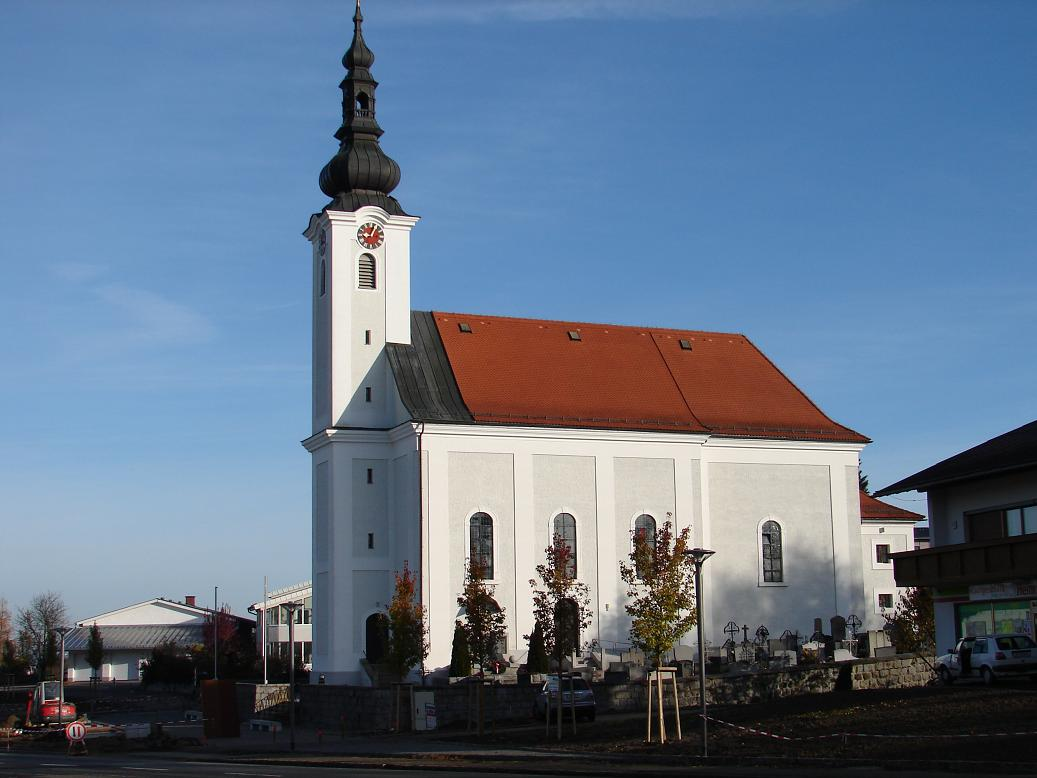
Pfarrkirche hl. Nikolaus in Neuhofen

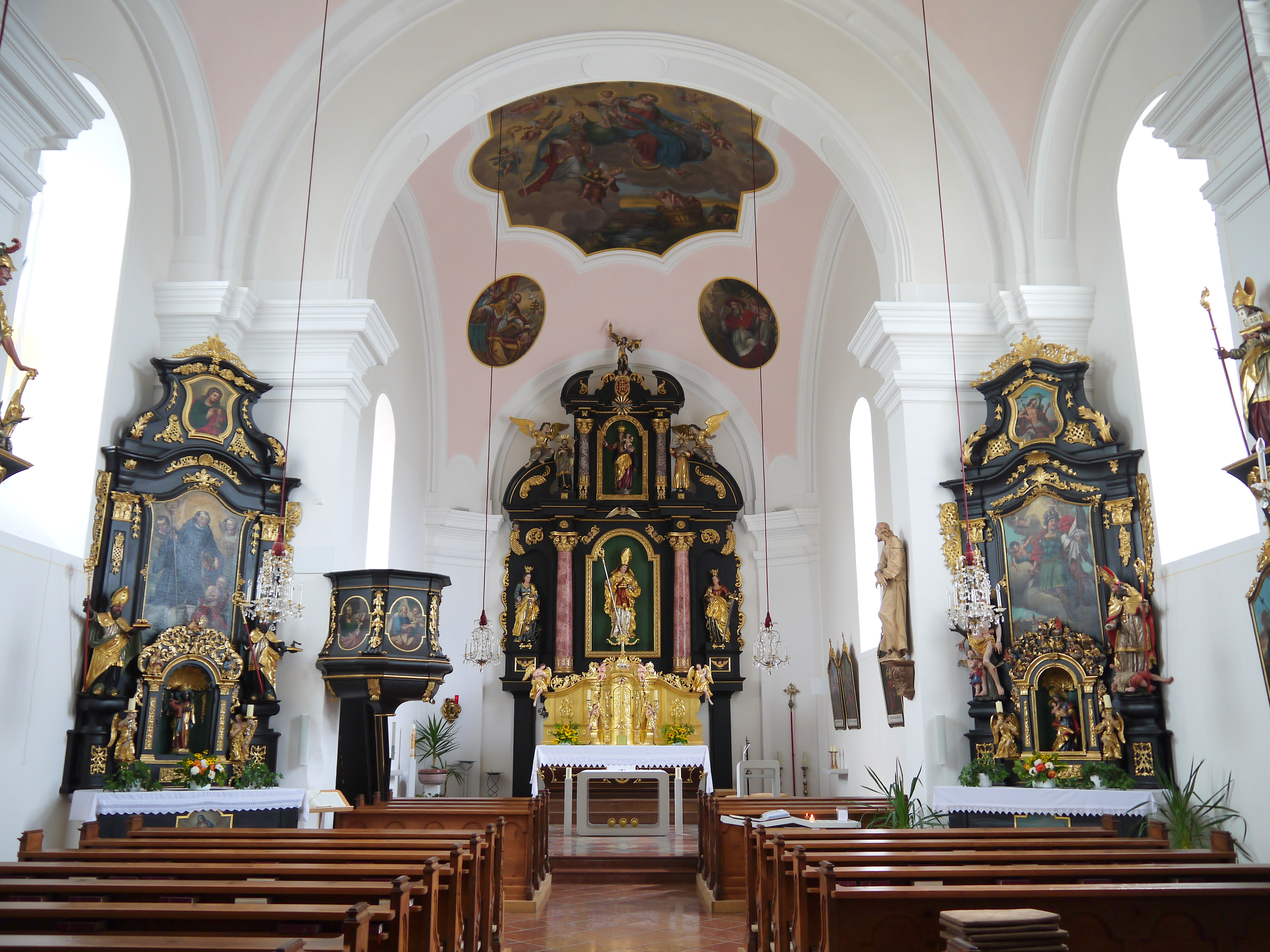
Vom Langhaus zum Chor

Die Pfarrkirche Neuhofen im Innkreis steht im Ort Neuhofen in der Marktgemeinde Neuhofen im Innkreis in Oberösterreich. Die römisch-katholische Pfarrkirche hl. Nikolaus gehört zum Dekanat Ried im Innkreis in der Diözese Linz. Die Kirche steht unter Denkmalschutz.

## Geschichte
Die Kirche wurde 1230 urkundlich genannt. Die heutige Kirche wurde 1732/1733 mit dem Baumeister Johann Ceregetti aus Ried erbaut.

## Architektur
An das einschiffige dreijochige tonnengewölbte Langhaus schließt der eingezogene einjochige hängekuppelgewölbte Chor mit einem geraden Schluss. Der Westturm hat einen Zwiebelhelm.

## Ausstattung
Der Hochaltar aus Andrichsfurt aus der 2. Hälfte des 17. Jahrhunderts wurde verändert. Die Figur Nikolaus um 1700 ist in der Art des Thomas Schwanthaler. Die Seitenaltäre sind aus dem 2. Viertel des 18. Jahrhunderts. Ein Vorsatzaltärchen um 1740 ist aus der Schwanthaler-Werkstatt.
Die Kanzel ist barock. Die Sitzfigur Christus im Elend um 1660 ist in der Art des Thomas Schwanthaler. Die Figuren an den Wänden sind aus dem 17. und 18. Jahrhundert.